# Ювілейні опитування футболу України
Ювілейні опитування футболу України — низка плебісцитів, спрямованих на виявлення найяскравіших гравців і наставників за тривалий проміжок часу.

## Найкращі футболісти України ХХ століття
Другу половину 2000 року київська газета «Український футбол» проводила анкетування своїх читачів із метою визначити символічну національну збірну ХХ століття. У конкурсі взяли участь 67000 любителів футболу. На основі їхніх листів був укладений топ-реєстр виконавців.

### Найкращі за позиціями та дві символічні збірні
ВОРОТАР: Євген Рудаков, набрав 59 відсотків голосів.
21 відсоток — Олег Макаров.
14 відсотків — Віктор Банников.
Інші 6 відсотків розділили Юрій Вірт, Валерій Городов, Юрій Дегтерьов, Валентин Єлінскас, Анатолій Зубрицький, Антон Ідзковський, Сергій Краковський, Ігор Кутєпов, Євген Лемешко, Юрій Роменський, Юрій Сивуха, Богдан Стронцицький, Микола Уграїцький, Віктор Чанов, Олександр Шовковський, Віктор Юрковський, Олександр Ярчук.
ПРАВИЙ ЗАХИСНИК: Олег Лужний, 62 відсотки голосів.
18 відсотків — Володимир Трошкін.
11 відсотків — Володимир Щегольков.
Інші 9 відсотків розділили Володимир Багмут, Андрій Баль, Володимир Єрохін, Володимир Лозинський, Федір Медвідь, Василь Правовєров, Михайло Старостяк, Валерій Яремченко.
ЗАДНІЙ ЦЕНТРАЛЬНИЙ ЗАХИСНИК: Михайло Фоменко, 27 відсотків голосів.
20 відсотків — Вадим Соснихін.
15 відсотків — Анатолій Коньков, 12 — Сергій Балтача, 10 — Владислав Ващук.
Інші 16 відсотків розділили Іван Вишневський, Михайло Волін, Віктор Звягинцев, Абрам Лерман, Костянтин Фомін.
ПЕРЕДНІЙ ЦЕНТРАЛЬНИЙ ЗАХИСНИК: Василь Турянчик, 23 відсотки голосів.
21 відсоток — Віталій Голубєв.
20 відсотків — Олег Кузнєцов, 17 — Стефан Решко, 11 — Олександр Головко.
Інші 8 відсотків розділили Сергій Круликовський, Вадим Плоскина, Володимир П'яних, Володимир Сальков.
ЛІВИЙ ЗАХИСНИК: Анатолій Дем'яненко, 68 відсотків голосів.
17 відсотків — Леонід Островський.
10 відсотків — Віктор Матвієнко.
Інші 5 відсотків розділили Георгій Бикезін, Юрій Дмитрулін, Андрій Несмачний, Сергій Попов.
ПРАВИЙ ПІВЗАХИСНИК: Йожеф Сабо, 28 відсотків голосів.
25 відсотків — Володимир Мунтян.
20 відсотків — Іван Яремчук, 17 — Олексій Михайличенко, 8 — Геннадій Литовченко.
Інші 2 відсотки розділили Лев Броварський, Геннадій Зубов, Сергій Ковалець.
ЦЕНТРАЛЬНИЙ ПІВЗАХИСНИК: Юрій Войнов, 29 відсотків голосів.
24 відсотки — Андрій Біба.
13 відсотків — Володимир Безсонов, 12 — Михайло Соколовський, 11 — Володимир Веремеєв, 9 — Павло Яковенко.
Інші 2 відсотки розділили Володимир Гребер, Микола Махиня, Сергій Мізін, Сергій Ю. Морозов, Микола Павлов, Віктор Серебряников, Анатолій Тимощук, Вадим Тищенко.
ЛІВИЙ ПІВЗАХИСНИК: Віктор Колотов, 35 відсотків голосів.
26 відсотків — Олександр Заваров.
24 відсотки — Леонід Буряк, 9 — Василь Рац.
Інші 6 відсотків — Юрій Калитвинцев, Віталій Косовський, Іван Кузьменко, Ігор Кульчицький, Геннадій Мороз, Геннадій Орбу, Ігор Петров, Валентин Трояновський, Едуард Цихмейструк, Артем Яшкін.
ПРАВИЙ НАПАДНИК: Андрій Шевченко, 84 відсотки голосів.
9 відсотків — Володимир Онищенко.
5 відсотків — Вадим Євтушенко.
Інші 2 відсотки розділили Олег Базилевич, Іван Бобошко, Павло Віньковатий, Макар Гончаренко, Віктор Жилін, Михайло Коман, Валерій Поркуян, Анатолій Пузач, Володимир Роговський, Олександр Скоцень, Костянтин Шегоцький.
ЦЕНТРАЛЬНИЙ НАПАДНИК: Ігор Бєланов, 22 відсотки голосів.
21 відсоток — Анатолій Бишовець.
18 відсотків — Віталій Старухін.
15 відсотків — Віктор Леоненко, 14 — Сергій Ребров, 6 — Олег Протасов.
Інші 4 відсотки розділили Янош Габовда, Олександр Гайдаш, Іван Гецько, Тимерлан Гусейнов, Юрій Єлисеєв, Віктор Каневський, Олександр Пономарьов, Георгій Пономарьов, Олег Таран, Дезидерій Товт.
ЛІВИЙ НАПАДНИК: Олег Блохін, 87 відсотків голосів.
8 відсотків — Віталій Хмельницький.
4 відсотки — Віктор Фомін.
1 відсоток розділили Григорій Балаба, Андрій Воробей, Віктор Грачов, Федір Дашков, Петро Лайко, Валерій Лобановський, Іван Шарій, Сергій Юран.
На основі читацьких анкет були сформовані дві символічні збірні України ХХ століття.
Перша збірна (1+4+3+3): Рудаков — Лужний, Фоменко, Турянчик, Дем'яненко — Сабо, Войнов, Колотов — Шевченко, Бєланов, Блохін.
Друга збірна (1+4+3+3): Макаров — Трошкін, Соснихін, Голубєв, Островський — Мунтян, Біба, Заваров — Онищенко, Бишовець, Хмельницький.

## Найтитулованіші футболісти і тренери України ХХ століття
На початку 2001 року Українське товариство колекціонерів-футболофілів опублікувало список найтитулованіших гравців і наставників національного футболу. Рейтинг укладався на основі очок, нарахованих за виграні титули (індивідуальні та командні).

### Найтитулованіші футболісти
| Місце | Футболісти            |
| ----- | --------------------- |
| 1.    | Олег Блохін           |
| 2.    | Володимир Безсонов    |
| 3.    | Анатолій Дем'яненко   |
| 4.    | Олег Протасов         |
| 5.    | Віктор Колотов        |
| 6.    | Леонід Буряк          |
| 7.    | Олег Кузнєцов         |
| 8.    | Олексій Михайличенко  |
| 9.    | Геннадій Литовченко   |
| 10.   | Володимир Мунтян      |
| 11.   | Євген Рудаков         |
| 12.   | Віктор Онопко         |
| 13.   | Андрій Канчельськис   |
| 14.   | Анатолій Коньков      |
| 15.   | Сергій Балтача        |
| 16.   | Володимир Онищенко    |
| 17.   | Василь Рац            |
| 18.   | Володимир Капличний   |
| 19.   | Йожеф Сабо            |
| 20.   | Олександр Заваров     |
| 21.   | Сергій Ребров         |
| 22.   | Володимир Веремеєв    |
| 23.   | Олег Лужний           |
| 24.   | Ігор Бєланов          |
| 25.   | Володимир Трошкін     |
| 26.   | Віктор Чанов          |
| 27.   | Андрій Шевченко       |
| 28.   | Віктор Серебряников   |
| 29.   | Анатолій Бишовець     |
| 30.   | Михайло Фоменко       |
| 31.   | Владислав Ващук       |
| 32.   | Андрій Баль           |
| 33.   | Олександр Головко     |
| 34.   | Віктор Матвієнко      |
| 35.   | Юрій Істомін          |
| 36.   | Ілля Цимбалар         |
| 37.   | Юрій Войнов           |
| 38.   | Олександр Шовковський |
| 39.   | Віталій Косовський    |
| 40.   | Стефан Решко          |
| 41.   | Сергій Юран           |
| 42.   | Вадим Євтушенко       |
| 43.   | Сергій Андреєв        |
| 44.   | Іван Яремчук          |
| 45.   | Іван Привалов         |
| 46.   | Костянтин Фомін       |
| 47.   | Юрій Дмитрулін        |
| 48.   | Леонід Островський    |
| 49.   | Віктор Банников       |
| 50.   | Володимир Татарчук    |
| 51.   | Віталій Хмельницький  |
| 52.   | Павло Яковенко        |
| 53.   | Сергій Шавло          |
| 54.   | Володимир Лютий       |
| 55.   | Андрій Гусін          |
| 56.   | Сергій Попов          |
| 57.   | Дмитро Михайленко     |
| 58.   | Дмитро Парфенов       |
| 59.   | Володимир Маслаченко  |
| 60.   | Володимир Пільгуй     |
| 61.   | Анатолій Пузач        |
| 62.   | Юрій Максимов         |
| 63.   | Вацлав Кухар          |
| 64.   | Сергій Коновалов      |
| 65.   | Андрій Біба           |
| 66.   | Віктор Леоненко       |
| 67.   | Едуард Дубинський     |
| 68.   | Сергій Беженар        |
| 69.   | Юрій Дегтерьов        |
| 70.   | Сергій Герасимець     |
| 71.   | Валерій Кривенцов     |
| 72.   | Станіслав Леута       |
| 73.   | Олександр Шпаковський |
| 74.   | Віктор Звягинцев      |
| 75.   | Володимир Фомін       |
| 76.   | Олексій Чередник      |
| 77.   | Вадим Тищенко         |
| 78.   | Сергій Шматоваленко   |
| 79.   | Валерій Поркуян       |
| 80.   | Геннадій Орбу         |
| 81.   | Євген Яровенко        |
| 82.   | Антон Ідзковський     |
| 83.   | Вадим Соснихін        |
| 84.   | Геннадій Зубов        |
| 85.   | Тимерлан Гусейнов     |
| 86.   | Василь Турянчик       |
| 87.   | Микола Кротов         |
| 88.   | Василь Кардаш         |
| 89.   | Олександр Коваль      |
| 90.   | Геннадій Мороз        |
| 91.   | Олександр Бережний    |
| 92.   | Міхал Матіас          |
| 93.   | Юрій Калитвинцев      |
| 94.   | Сергій Ковалець       |
| 95.   | Федір Медвідь         |
| 96.   | Олег Саленко          |
| 97.   | Володимир Лозинський  |
| 98.   | Віктор Скрипник       |
| 99.   | Іван Гецько           |
| 100.  | Спиридон Альбанський  |

### Найтитулованіші тренери
| Місце | Тренери              |
| ----- | -------------------- |
| 1.    | Валерій Лобановський |
| 2.    | Олег Ошенков         |
| 3.    | Анатолій Бишовець    |
| 4.    | Олег Базилевич       |
| 5.    | Євген Кучеревський   |

### Символічна збірна
1+4+3+3: Рудаков — Лужний, Капличний, Кузнєцов, Дем'яненко — Мунтян, Безсонов, Буряк — Протасов, Михайличенко, Блохін.

## Найкращі футболісти України півстоліття (1954—2003)
У жовтні 2003 року, напередодні свого 50-літнього ювілею, Європейська спілка футбольних асоціацій (УЄФА) запропонувала організаціям-членам виокремити своїх найкращих гравців за цей період. Більшість Асоціацій обмежилася визначенням топ-виконавця, деякі пішли далі, зокрема, Федерація футболу України (ФФУ) сформувала десятку найліпших гравців і символічну збірну.

### Найкращі футболісти
| Місце  | Футболісти          |
| ------ | ------------------- |
| 1.     | Олег Блохін         |
| 2.     | Андрій Шевченко     |
| 3.     | Володимир Мунтян    |
| 4.     | Юрій Войнов         |
| 5.     | Віктор Колотов      |
| 6.     | Олег Протасов       |
| 7.     | Євген Рудаков       |
| 8.     | Віктор Серебряников |
| 9.     | Анатолій Дем'яненко |
| 10-11. | Василь Турянчик     |
| 10-11. | Ігор Бєланов        |

### Символічна збірна
1+2+3+5: Рудаков — Турянчик, Дем'яненко — Войнов, Мунтян, Колотов — Серебряников, Протасов, Бєланов, Шевченко, Блохін.